# Korálové jeskyně (Klukovice)
Korálové jeskyně u Klukovic nazývané též klukovické Korálové jeskyně se nacházejí pod Butovickým hradištěm v nápadné erozní rýze (na krasovém ostrohu) ve strmé stráni přibližně čtvrtkruhového „klukovického skalního amfiteátru“ nad zaniklým koupalištěm v Prokopském údolí.

## Upřesnění
Podle klasifikace platné v roce 1979 patří Korálové jeskyně do krasové oblasti číslo 30 (Prokopské údolí), čemuž odpovídá i jejich kódové značení: Nejníže položená dutina má číslo 3002A, zatímco nejvýše položený skalní otvor nese číselný identifikátor 3002E.

## Popis
Klukovické (Korálové) jeskyně (3002 A–E) byly vymodelovány ve zlíchovských vápencích díky vrásovým ohybům (převážně vyklenutí – antiklinály) a na jejich utváření se podílely také dislokace (zlomy) severovýchodního až jihozápadního směru. Pětice Korálových jeskyní tvoří zbytek původně rozsáhlého jeskynního pětipatrového systému s původní délkou minimálně 130 metrů.
Tento systém vznikl korozní činností prosakující vody. V geologické době před zahloubením údolí na dnešní úroveň sloužil tento poměrně velký jeskynní systém jako trativod spojující dnešní plošinou Butovického hradiště (překrytou štěrkopísky) s údolím Prokopského potoka. Současný (rok 1979) výškový rozdíl hladiny podzemní vody na plošině a v údolí činí 40 výškových metrů. Výškový rozdíl 30 metrů – mezi nejvyšším jeskynním patrem (dutina 3002 E) 280 m n. m. a nejnižším jeskynním patrem (dutina 3002 A) 250 m n. m. – spolu s předpokladem proudění podzemní vody od severu k jihu nabízí i případnou možnost existence dalšího jeskynního patra situovaného pod dnes zdokumentovanými krasovými prostorami.
Z celkového množství pěti pater se zachovaly jen torza přibližně vodorovných (nebo jen mírně ukloněných) úzkých chodeb. Původně tyto chodby byly vzájemně spojeny šikmými chodbičkami a vertikálními komíny. V současné době (rok 2021) jsou spojovací chodbičky i komíny částečně (nebo zcela) zaplněné sutí. V nejvyšší dutině (3002 E) je výplň z předkvartérních sedimentů, v níže položených dutinách jsou mladokvartérní hlinitokamenité sedimenty a sutě. Podle údaje z roku 1979 byla úhrnná délka průlezných částí Korálových jeskyň 102 metrů. Zkrácení jeskynního systému bylo způsobeno odnosem materiálu, který zapříčinil ústup vchodů do jednotlivých Korálových jeskyň o 3 až 5 metrů. Vstupy do jednotlivých dutin disponují výraznými portály a díky mrazovému zvětrávání (mrazovému opadu materiálu) získaly postupem času kuželovité rozšíření.
Při pohledu z planiny z vyhlídky nad bývalým klukovickým koupalištěm jsou jasně viditelné otvory tohoto dobře zachovaného systému pěti dnes (rok 2021) vzájemně nepropojených menších skalních dutin.

## Nálezy v jeskyních
Z těchto jeskyň pocházejí sporadické archeologické nálezy několika různých kultur (eneolit - Slované) – nálezy pazourků a střepů. Jeskyně disponují i profily středním holocénem a mladým holocénem s paleontologickými nálezy.

## Využití jeskyní
Jeskyně byly užívány i jako nouzová obydlí. Více o tom uvádí ve své stati s názvem Jeskyně Koralové u Klukovic za Prahou (I. Jeskyně „Pohorní“) (uveřejněné v roce 1950 v periodiku Československý kras) autor Jaroslav Petrbok:
Za těžké nezaměstnanosti předválečných let byla upravena na ubohé obydlí, a to i zimní. ... Ze všech Korálových jeskyní tato je nejvíce zničena, neboť poskytovala moderním chuďasům z okolních jeskyň nejlepší úkryt. Většina jejich hlin byla vyházena a následnými dešti odplavena. Zbývá v ní ještě něco neporušených profilů, a to po stranách stěn.
Jaroslav Petrbok, Jeskyně Koralové u Klukovic za Prahou (I. Jeskyně „Pohorní“) (1950), 

## Jaroslav Petrbok
Ve svých badatelských aktivitách se český paleontolog, speleolog (jeskyňář), archeolog, botanik a spisovatel Jaroslav Petrbok (1881–1960) věnoval mimo jiné i průzkumu Korálových jeskyní u Klukovic za Prahou. Před první světovou válkou v roce 1938 publikoval (v periodiku Národního muzea) stať s názvem: Měkkýši jeskynní u Klukovic za Prahou, z níž (nejspíše jen podstatnou část), pod názvem Měkkýši a stratigrafie „Druhé jeskyně korálové“ u Klukovic, publikoval po druhé světové válce i v periodiku Československý kras v roce 1948.
Ve skalním žebru v Dalejském údolí nad koupalištěm u Klukovic jsou pod sebou čtyři dutiny a z těch nejvyšší je ssutí (a hlinami) vyplněným obloukem; u vchodu druhé byl zjištěn následující profil s faunou ... 
Jaroslav Petrbok, Měkkýši a stratigrafie „Druhé jeskyně korálové“ u Klukovic (1948), 

## Popis „Pohorní“ jeskyně
V roce 1950 byl stav „Pohorní“ Korálové jeskyně následující: Byla vyplněna až ke stropu kompaktními svrchně-plistocénními hlínami, jejichž zbytky se nacházely při jedné stěně. (Tyto hlíny byly přeplavenými splašemi s dodatečnou příměsí úlomků stěn i stropů jeskyně a také valounků původem z neogenní skalní terasy, která se nachází nad všemi Korálovými jeskyněmi). Jeskyně měla délku 10 metrů a nejvyšší šířku 3 metry. Nejvyšší výška zadní síně (ta byla přístupná z šikmo položeného „okna“ o rozměrech šíře 1,5 metru, výška 1 metr) od tehdejší podlahy „Pohorní“ jeskyně byla 3 metry, dále se snižovala až na 120 cm.

## Galerie

Korálové jeskyně u Klukovic a jejich okolí
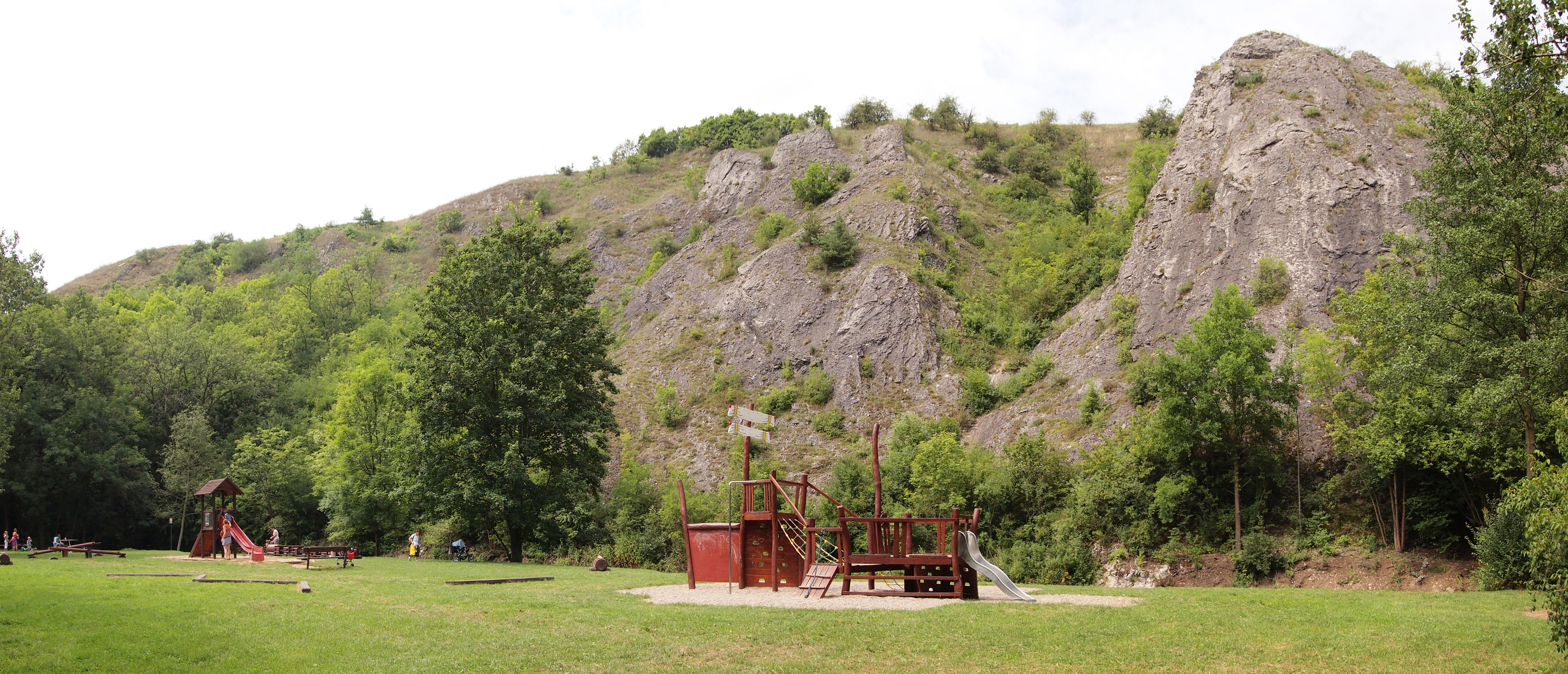
Skalní amfiteátr nad bývalým klukovickým koupalištěm v Prokopském údolí (odsud vstupy do Korálových jeskyní nejsou viditelné)
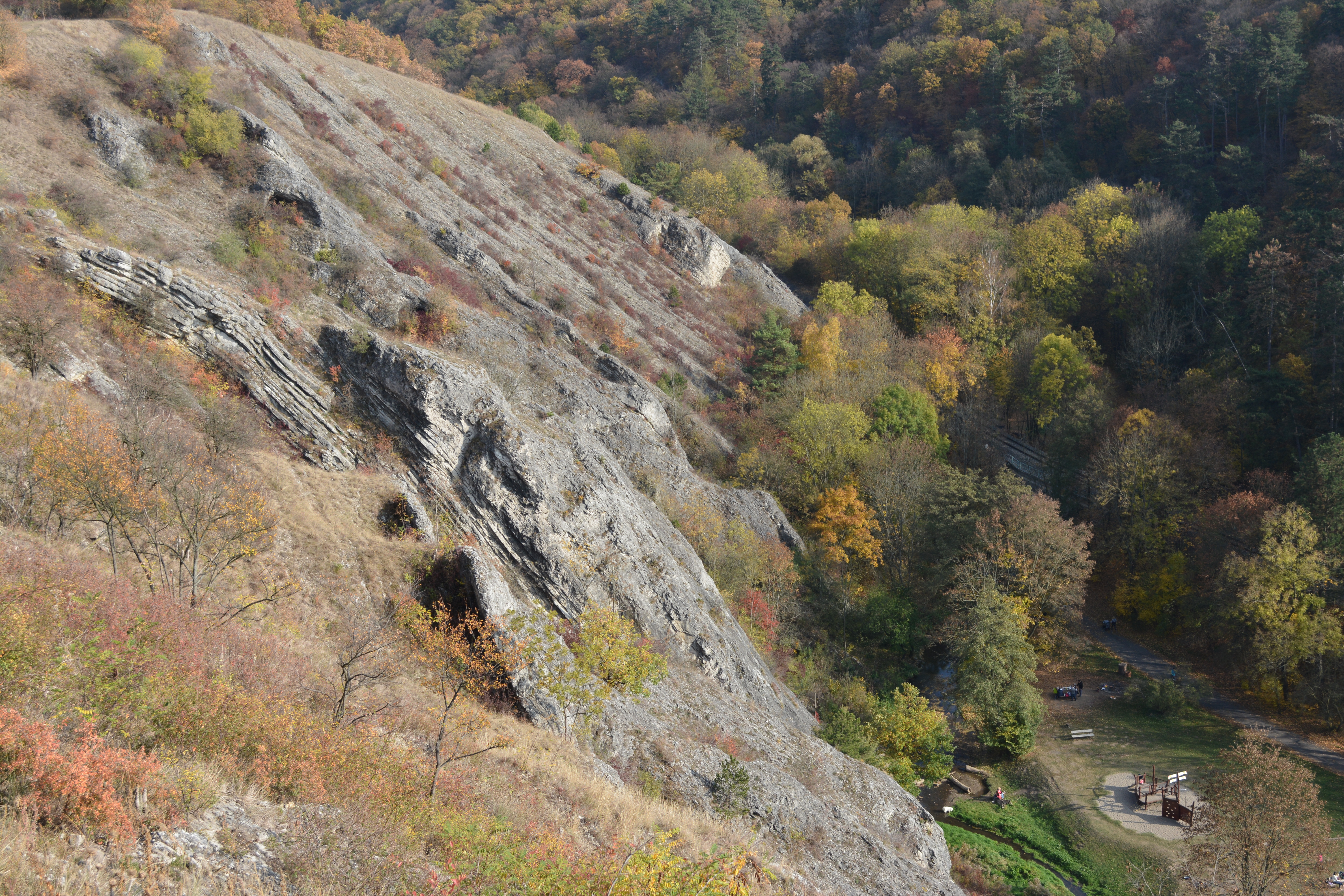
Pohled na otvory klukovických Korálových jeskyň ve skalním amfiteátru bývalého koupaliště
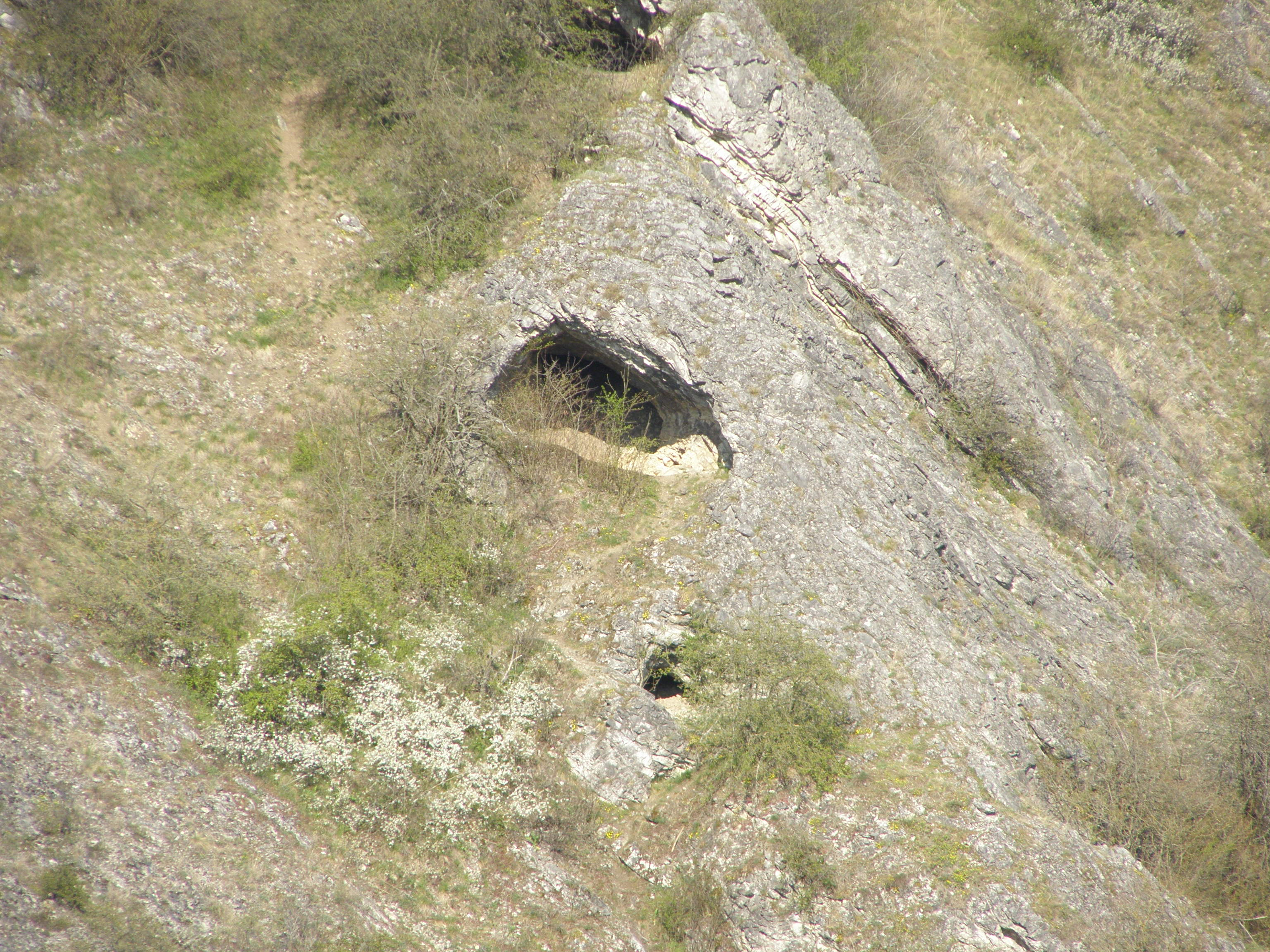
Detailní pohled na trojici jeskynních otvorů ve skalním amfiteátru bývalého koupaliště
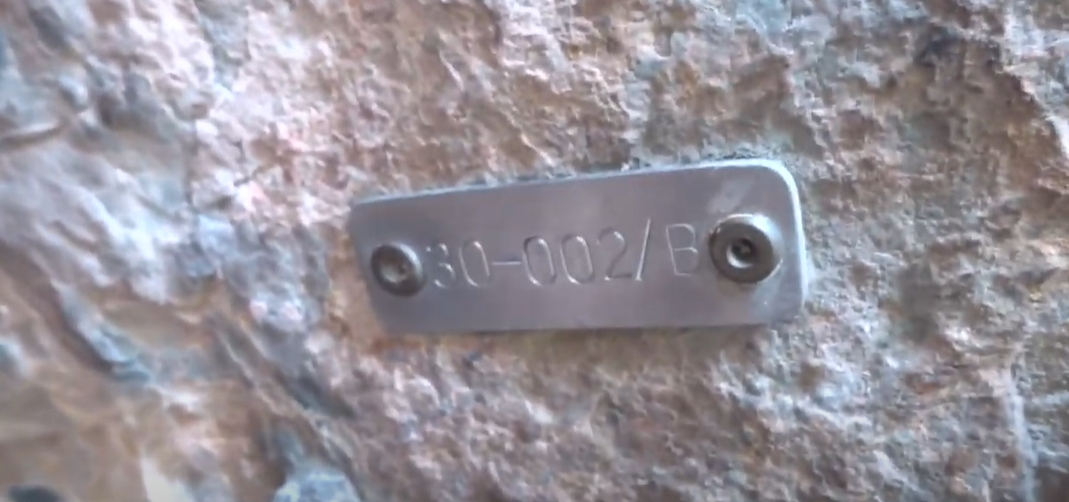
Kovová tabulka s evidenčními údaji (číslem) o jeskyni umístěná na skále u vchodu do každého jeskynního patra